# Blues de Argentina
Desde finales de la década de 1960, Argentina cuenta con una escena blues de gran proyección que se extiende hasta el presente. Se inicia con el trabajo de Manal, considerada la primera banda del mundo en componer canciones de blues en castellano. Otros grandes exponentes del género son Norberto "Pappo" Napolitano, Memphis la Blusera, La Mississippi y Las Blacanblus.

## Contexto

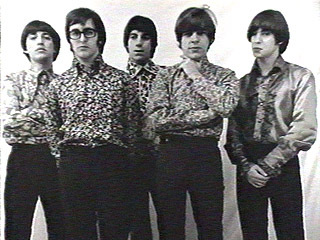
Los Gatos grabaron el popular sencillo "La balsa" que dio origen al rock argentino.

En la década de 1960 Argentina estaba viviendo un fuerte movimiento cultural de renovación de la canción popular en todos los géneros, a través de experiencias como el nuevo Cancionero folklórico, el tango de vanguardia, el llamado rock nacional, el cancionero infantil de María Elena Walsh y el cuarteto cordobés.
En lo que respecta precisamente al rock, a mediados de los años 60, Javier Martínez había formado el grupo Los Beatniks junto a Moris y Pajarito Zaguri. Llegaron a editar el sencillo "Rebelde/No Finjas más" que, pese a que tuvo poca difusión, fue el primer corte de rock cantado en español de Argentina. Con anterioridad, los grupos habían interpretado sus canciones en inglés.
El 3 de julio de 1967 el sello RCA lanzó un sencillo del grupo Los Gatos compuesto por "La balsa" en el lado A y "Ayer nomás" en el lado B. El sencillo obtuvo un éxito masivo y vendió alrededor 250 000 copias, ayudando a consolidar la idea de que era posible cantar rock en español. A partir de este hito comenzarían a formarse las bandas pioneras de la primera ola del rock nacional.

## Inicios, Manal y el blues en español

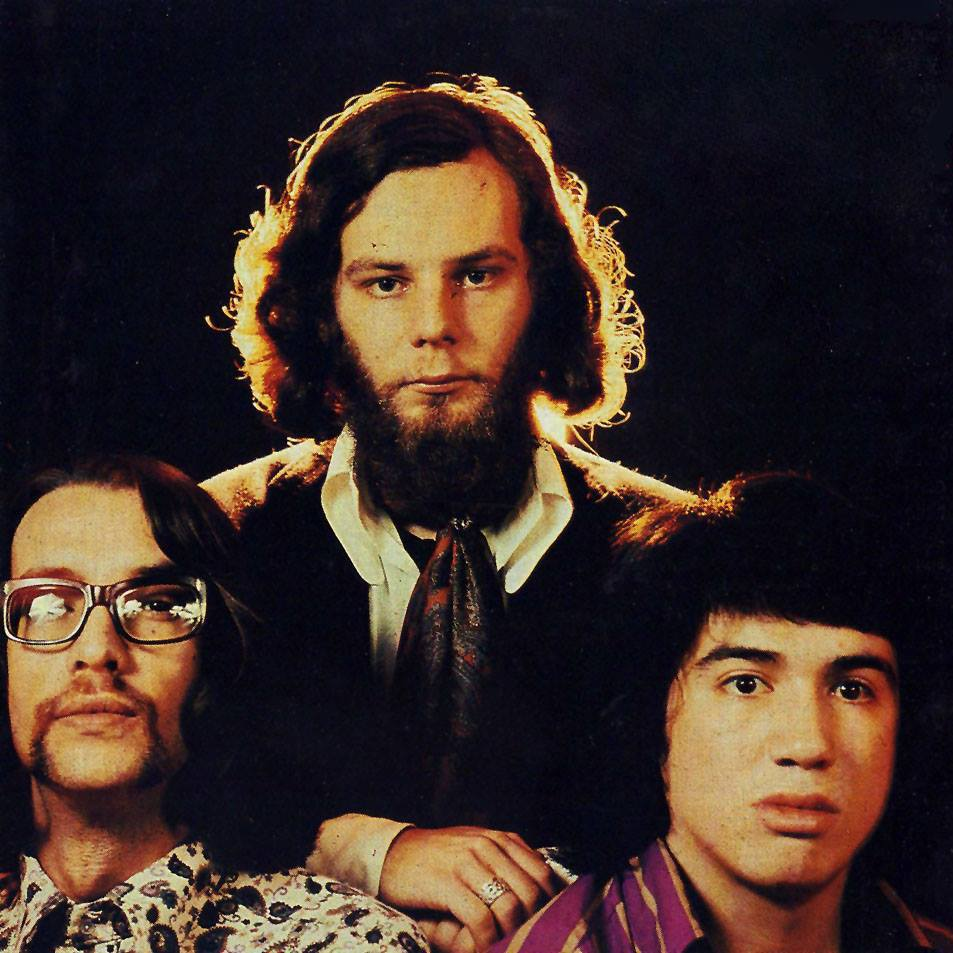
Manal (1969-1971) el primer grupo que compuso blues en español en todo el mundo.

El trío Manal se formó durante este periodo. Integrado por Javier Martínez (batería y voz), Claudio Gabis (guitarra, piano y armónica) y Alejandro Medina (bajo y voz), el grupo es considerado el primero de blues en castellano de todo el mundo. Constituyen la trilogía fundacional del rock argentino junto con Los Gatos y Almendra. Sin embargo, ninguno de estos grupos tendría una historia muy larga, ya que los tres se disolvieron a principios de los años setenta.
En 1968 se fundó la primera discográfica independiente en Argentina llamada Mandioca con el eslogan "la madre de los chicos". Entre sus creadores se encontraban Jorge Álvarez, Pedro Pujó, Javier Arroyuelo y Rafael López Sánchez, en una tentativa a terminar con el mercado dominante que tenían las grandes productoras discográficas. Álvarez sería el cazatalentos principal, habiendo descubierto a músicos y bandas tales como el ya citado trío Manal, Vox Dei, Almendra, Tanguito, Sui Generis, Pappo's Blues, Miguel Abuelo y Moris.
Manal edita su homónimo álbum en 1970, el cual recibió críticas elogiosas y fue uno de los álbumes fundacionales del rock argentino, además de ser el primero de blues en castellano en todo el mundo. Una encuesta organizada por la revista Rolling Stone, situó al álbum Manal en el puesto n.º 3 en su lista de «Los Mejores 100 discos de Rock argentino».
Además del trío Manal, otras bandas pioneras del rock nacional incursionaron asiduamente en el blues rock, tales como Arco Iris y Pescado Rabioso.

## Las bandas de Pappo
Me acuerdo del día en que [James] Barry, dueño del sello Trend de Londres, y productor de The Foundations y muchos otros conjuntos de éxito, escuchó a Pappo y dijo: 'Luego de Eric Clapton y Jimi Hendrix no escuché un guitarrista que me impactara tanto'.
Jorge Álvarez.

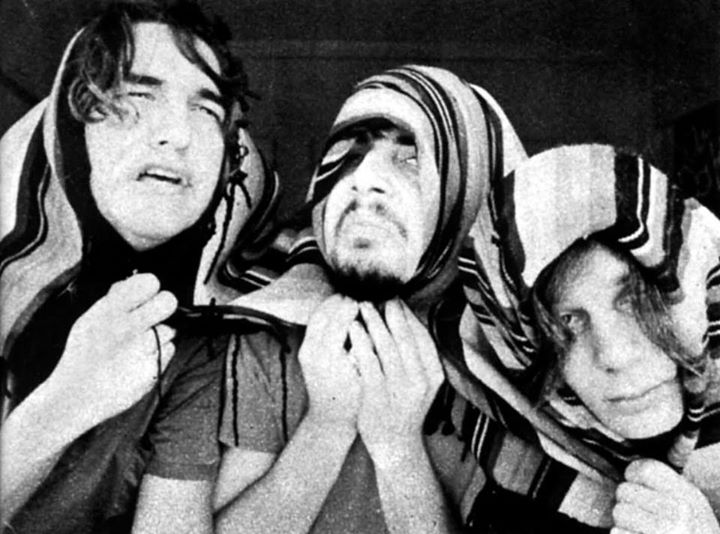
Tres guitarritas virtuosos:
Edelmiro Molinari, Pappo y Claudio Gabis. Foto de José Luis Perotta para el reportaje de Sergio Makaroff en revista Cronopios (1970).

Impulsado por Jorge Álvarez, el guitarrista Norberto "Pappo" Napolitano formó la banda Pappo's Blues junto a David Lebón en bajo y el baterista Black Amaya. El grupo buscó continuar con el legado de Manal, interpretando sus propias canciones de blues cantadas en castellano con temáticas propias de la idiosincrasia argentina de esa época. Su primer álbum editado 1971 tiene canciones del calibre como "Algo ha cambiado", "Adónde está la libertad", "El hombre suburbano" y "El viejo". Posteriormente, Pappo emprendió un viaje a Inglaterra, donde estuvo casi ocho meses tocando la guitarra y la armónica. Volvió a Argentina para grabar su segundo álbum que comienza con el famoso solo de batería ejecutado por Luis Gambolini del "Tren de las 16", además de "Desconfío" en donde Pappo toca el piano. En la segunda entrega el grupo es integrado además por Carlos Piñata en bajo y Black Amaya en batería.
A fines de los años '70, Pappo formó el grupo Aeroblus con el ex Manal, Alejandro Medina y el baterista brasileño Rolando Castello Junior. Tras esta fugaz experiencia, registró junto a Medina y el baterista Darío Fernández el volumen 7 de Pappo's Blues, regrabando algunas canciones conocidas como "El hombre suburbano", "Gris y amarillo", "El viejo" y "Hay tiempo para elegir", además de incluir de dos nuevas composiciones, "El jugador" y "Detrás de la iglesia". Estos últimos se editaron como instrumentales, ya que cuando la compañía discográfica editó el álbum las voces aún no habían sido grabadas. Lo presentaron nuevamente en el Teatro Estrellas. A fines de 1978, la formación de la banda incluyó a Gabriel "Conejo" Jolivet en guitarra, Julio Candia en bajo, y Marcelo Pucci en batería con quienes Pappo emprendió una gira por la costa atlántica. Pero la formación permutaría de nuevo de miembros, con el regreso de Darío Fernández y la llegada de Miguel Vilanova "Botafogo" en el bajo, tras lo cual se dispusieron a viajar a Europa.

## Años 90 y actualidad
En la década de 1990, el blues argentino experimentó un nuevo auge con la aparición de La Mississippi y el éxito de Memphis la Blusera. Varios de los pioneros como Miguel Vilanova, Ciro Fogliatta y el mismo Pappo supieron aprovechar el momento para dar un nuevo impulso a sus carreras. Al mismo tiempo, artistas de gran éxito comercial como Las Blacanblus, Gabriel Grätzer o Los Piojos se acercaron al blues desde diferentes aristas.
En la actualidad existen varias bandas y solistas no solo del Gran Buenos Aires, sino a lo largo del país que interpretan sus propios blues. Podemos mencionar algunas bandas más actuales como: Daniel Raffo y la King Size, Leo Caruso & Club Mondrian, Nasta Super, Fósforo y la Monte Hermoso, El Alambique, Blues de Garage, Blues del Sur, La Blues Machine, As de Blues, Vanesa Harbek y Caburoblus. Siguiendo el camino de las bandas pioneras, enriquecen con nuevas canciones el Blues de Argentina en idioma español.
A principios de la década de 2000 se fundó en Ramos Mejía el pub Mr. Jones, en donde han tocado importantes referentes del blues y rock local, como también importantes músicos extranjeros.

## Festival de Blues de Pergamino
En 2008 los integrantes del grupo de blues Lavaque se organizaron para que todos los grupos del género en la zona tocasen en un mismo escenario. Así tomó forma el Festival de Blues de Pergamino que se organiza todos los años con bandas locales y de alrededores también. En su primera edición tocaron las locales Lavaqué y Dulce Cicuta, de Buenos Aires Old Blues Trío, Caburoblus y La Gringa en Banda de Rosario, y Estás Loca Mamá de Colón. En distintas ediciones tocaron también artistas de renombre como Javier Martínez y La Mississippi entre otros.